# DN7
DN7 este un drum național principal din România care leagă Bucureștiul de orașul Nădlac, aflat la granița cu Ungaria, trecând prin orașele Pitești, Râmnicu Vâlcea, Sibiu, Sebeș, Deva, Arad, traversând Carpații Meridionali prin defileul Oltului (Pasul Turnu Roșu).
Este în mare parte paralel cu Autostrada A1, care e deja 80% finalizată, dar atunci când va fi finalizată (~în 2028), va reduce tot traficul de pe DN7, și va fi prima autostradă care trece Munții Carpați.

## Ramificații
Lângă Arad, o ramificație de 10 km (denumită DN7B) leagă drumul de Turnu, unde este un alt punct de trecere a frontierei în Ungaria, spre orașul Bătania. O alta, în aceeași zonă, denumită DN7G, leagă drumul de autostrada A1 și punctul de trecere a frontierei de la Nădlac/Csanádpalota.
DN7H (Strada Salzburg), în lungime de 4 km leagă Aeroportul Internațional Sibiu de  A1 în zona Șura Mică, Sibiu.